# Wierchoważje
Wierchoważje (ros. Верховажье) – wieś (sieło) w Rosji, w obwodzie wołogodzkim, ośrodek administracyjny rejonu wierchowaskiego. W 2010 liczyła 5025 mieszkańców.

## Urodzeni
- Ryszard Bitner – polski działacz niepodległościowy, tytularny generał brygady WP.